# Riu Bighorn
El Bighorn és un afluent del Yellowstone, d'unes 461 milles (742 km) de llargada, que travessa els estats de Wyoming i Montana a l'oest dels Estats Units. El riu fou batejat amb el seu nom anglès l'any 1805 pel comerciant de pells François Larocque pel mufló de les muntanyes Rocoses que va veure al llarg dels seus marges mentre explorava el Yellowstone. El Bighorn, o Big Horn, també ha estat conegut com el riu Great Horn, Le Corne i Iisaxpúatahcheeaashisee en l'idioma apsáalooke que es tradueix com a "gran riu d'ovelles de grans corns". El seu nom en Gros Ventre és ʔɔ́tééíníícááh.
El curs superior del Bighorn, al sud de les muntanyes Owl Creek a Wyoming, es coneix com el riu Wind. A vegades es fa referència als dos rius de com el Wind/Bighorn. El riu Wind es converteix oficialment en el riu Bighorn a Wedding of the Waters, al costat nord del canyó del riu Wind, prop de la ciutat de Thermopolis. Des d'allà el riu travessa la conca del Bighorn, al centre/nord de Wyoming, passant per Thermopolis i Hot Springs State Park.
A la frontera amb Montana, el riu gira vers el nord-est i passa per l'extrem nord de les muntanyes Bighorn, travessant la reserva índia Crow, on la presa Yellowtail forma l'embassament del llac Bighorn. L'embassament i el canyó circumdant formen part de l'àrea recreativa nacional de Bighorn Canyon.
El Little Bighorn s'uneix al Bighorn prop de la ciutat de Hardin (Montana). A unes 50 milles (80 km) aigües avall, el riu Bighorn acaba on s'uneix al Yellowstone.

## Curs

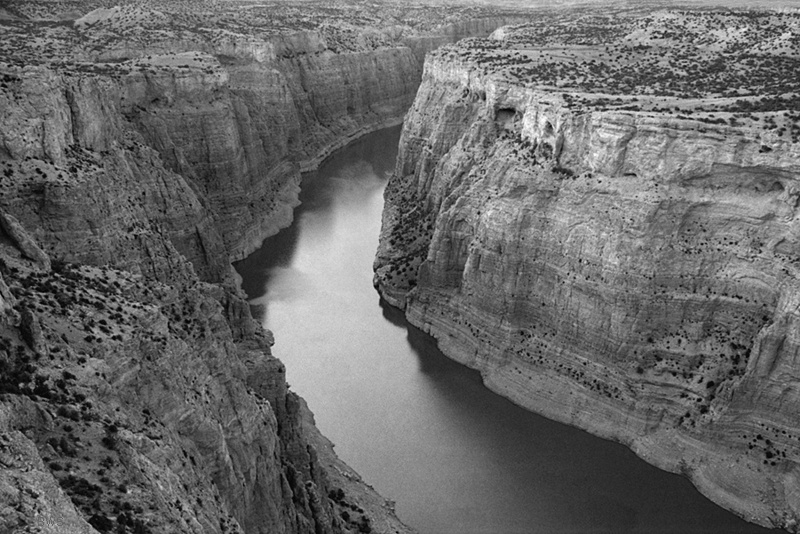
El riu talla un canó a través de l'àrea recreativa nacional de Bighorn Canyon

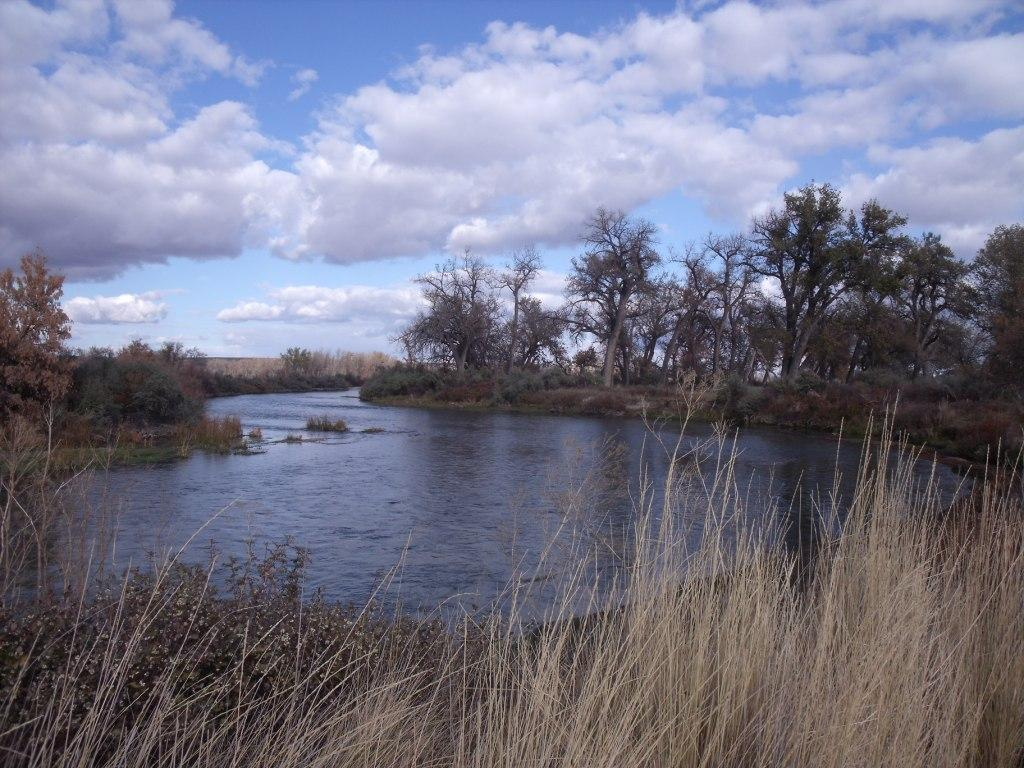
El Bighorn a Montana

El riu Bighorn comença com el riu Wind a les muntanyes Rocoses al llac Wind River, prop de la muntanya Two Ocean i el cim del Togwotee Pass. El riu Wind flueix al sud-est rebent la bifurcació est del riu Wind des del nord, i entra a la conca del riu Wind, passant per Dubois i Johnstown, fins a Riverton, on rep el riu Little Wind. A continuació el riu canvia de direcció cap al nord-est i després cap al nord, desembocant a l'embassament de Boysen, creat per la presa de Boysen. Per sota de la presa s'endinsa al canyó del riu Wind, on el riu s'estreny i forma molts ràpids. Al final del canyó, el riu Wind s'eixampla en una zona anomenada Wedding of the Waters on es converteix en el riu Bighorn i entra a la conca del Bighorn. El Bighorn continua cap al nord, passant per Thermopolis, Worland i Basin. A Greybull rep el riu Greybull, i uns 30 mi (48 km) al nord d'aquesta confluència entra al llac Bighorn, on s'uneix amb el riu Shoshone. Al nord de la confluència amb el Shoshone, l'embassament s'estreny quan el riu entra al Bighorn Canyon, on creua a Montana. Al final del canyó, el riu passa per la presa Yellowtail i la presa Afterbay. El riu gira cap al nord-est i entra a les Grans Planes. A Hardin el riu s'uneix amb el Little Bighorn. Aproximadament 50 mi (80 km) riu avall del Little Bighorn, al comtat de Big Horn, el Bighorn desemboca al Yellowstone.